# Zygottus oregonus
Zygottus oregonus är en spindelart som beskrevs av Chamberlin 1948. Zygottus oregonus ingår i släktet Zygottus och familjen täckvävarspindlar. Inga underarter finns listade i Catalogue of Life.